# Вентура, Иоланда
Иола́нда Венту́ра Ро́ман (исп. Yolanda Ventura Roman, род. 21 октября 1968, Барселона, Испания) — мексиканская и испанская актриса и певица.

## Биография
Родилась 21 октября 1968 года в Барселоне в семье музыканта и трубача Руди Вентура (1926-2009). С 10 лет начала музыкальную карьеру, вступив в музыкальную группу Parchis, которая образована в Барселоне в 1979 году и эта музыкальная группа обретёт популярность не только в Испании ну и во всех странах Латинской Америки. Группа Parchis гастролировала по Испании и странам Латинской Америки и выпустила несколько альбомов. В 1985 году решила покинуть группу и посвятить мексиканскому кинематографу, для этого она переехала в Мексику и попала в штат Televisa. Всего за свою кинокарьеру она снялась в 36 работах в кино и телесериалах. В 2013 году снялась для журнала Playboy. Рост — 164 сантиметра.. Трижды номинирована на премии APT, ACPT и TVyNovelas, однако победу одержала лишь однажды (ACPT за театральную работу).

## Личная жизнь
Иоланда Вентура была замужем за актёром и преподавателем Алехандро Арагоном, у них родился один ребёнок, но личная жизнь у них не сложилась — в 2010 году они развелись. С 2010 года состоит в гражданском браке с актёром Одисео Бичиром.

## Фильмография

### Избранные телесериалы
- 1990 — Ничья любовь — Астрид.
- 2000-01 — Личико ангела — Хульета.
- 2005 — Наперекор судьбе — Исабель.
- 2008-09 — Во имя любви — Анхелика.
- 2008-н. в. — Роза Гваделупе — Лула.
- 2011-н. в. — Как говорится — Алондра.